# Prawo administracyjne materialne
Prawo administracyjne materialne – dział prawa administracyjnego, obejmujący normy zawarte w przepisach prawa administracyjnego powszechnie obowiązującego, które określają treść praw i obowiązków (zachowanie się) ich adresatów, czyli organów administracji publicznej i podmiotów znajdujących się na zewnątrz tej administracji.
Prawo administracyjne uznawane jest powszechnie za najobszerniejszą gałąź prawa, obejmuje najliczniejszą, najbardziej dynamiczną grupę przepisów. Prawo administracyjne materialne jest otwartym działem prawa, ponieważ nie ma ściśle wyznaczonego zakresu rzeczowego. Jest działem wewnętrznie zróżnicowanym, charakteryzującym się tym, że jest konkretyzowany przez akt administracyjny, rzadziej przez akt normatywny.

## Typologia
Wielość, złożoność i wewnętrzne zróżnicowanie norm prawa administracyjnego materialnego pozwala na dokonanie różnych podziałów.

### Typy (rodzaje) norm prawa administracyjnego materialnego
- Normy konkretyzowane przez akty administracyjne – to sytuacja, w której przepisy prawa materialnego ustalają przesłanki, na podstawie których organ administracji publicznej w drodze aktu administracyjnego nakłada na indywidualnie określonego adresata obowiązki lub przyznaje określone uprawnienia (np. koncesje, pozwolenia).
- Normy stosowane bezpośrednio – to sytuacja, w której normy prawa materialnego określają prawa i obowiązki ich adresata wprost, bez potrzeby wydania aktu indywidualnego, rola organu administracji publicznej sprowadza się do kontrolowania i przestrzegania tych norm (np. obowiązek szkolny, obowiązek stosowania się do znaków drogowych).
- Normy konkretyzowane przez czynności materialnotechniczne – to sytuacja, w której normy prawa materialnego ustalają prawa czy obowiązki adresata bez potrzeby wydania aktu indywidualnego, ale jednocześnie ustalają obowiązek organu administracji publicznej podjęcia określonej czynności materialnotechnicznej (np. wydanie dowodu osobistego, wpis do ewidencji)[4].

### Podział norm prawa administracyjnego materialnego, ze względu na sytuację prawną jednostki
- normy przyznające uprawnienia
- normy nakładające obowiązki
- normy prawa procesowego

### Kryterium przedmiotowe prawa administracyjnego materialnego
- wolności i swobody obywatelskie
- korzystanie z dóbr publicznych
- bezpieczeństwo i porządek publiczny
- publicznoprawne ograniczenia prawa własności
- publicznoprawna reglamentacja działalności gospodarczej